# Haplostylus parerythraeus
Haplostylus parerythraeus är en kräftdjursart som först beskrevs av Nouvel 1944.  Haplostylus parerythraeus ingår i släktet Haplostylus och familjen Mysidae. Inga underarter finns listade i Catalogue of Life.